# Kårsta distrikt
Kårsta distrikt är ett distrikt i Vallentuna kommun och Stockholms län. 
Distriktet ligger i nordöstra delen av kommunen.

## Tidigare administrativ tillhörighet
Distriktet inrättades 2016 och utgörs av socknen Kårsta i Vallentuna kommun.
Området motsvarar den omfattning Kårsta församling hade vid årsskiftet 1999/2000.